# Henryk Gała
Henryk Gała (ur. 1938 w Zalesiu koło Gostynia w Wielkopolsce, zm. 17 lutego 2020 w Drozdowie) – polski poeta i dramatopisarz.
Studiował we Wrocławiu najpierw chemię, potem filozofię. Był autorem zbiorów poetyckich, powieści dla młodzieży, sztuk teatralnych, recenzji literackich i teatralnych. Jego twórczość tłumaczono na język angielski, rosyjski, bułgarski, francuski, tatarski. W Łomży zorganizował Orkiestrę Kameralną i założył Teatr Lalek, którym kierował przez pierwsze 5 lat. Uczestnik Sympozjum Plastycznego Wrocław ’70 (w zespole Mariana Bogusza). Od 1976 roku mieszkał w Drozdowie pod Łomżą, gdzie zmarł.

## Odznaczenia
- Srebrny Medal „Zasłużony Kulturze Gloria Artis” (2010)[3]

## Twórczość
- Wrocław (od 1962 r.)

- Poezja:
  - Żywot Rudego (1962)
  - Rozkuwanie ziemi (1965)
  - Glosy do cienia (1965)
  - Klęska zielonego rowu (1969)
  - Biały blues (1972)
  - Próby ognia (1974)
  - Księstwo narwiańskie (1983)
  - Pomarańczowy zeszyt (1984) – wiersze młodzieńcze 1956-58
  - Akademia poetów (1991)
  - Odado – teatr wiersza (1995)
  - Lustro doliny (1997)
  - Drugie pióro pelikana
  - Dopóki teraz (2000)
  - Skórzany notes (2003)
  - Zapiski na powiekach (2010)
  - Złudzenia ontyczne (2014)
  - Nie po kolei (2016)[4]

- Teatr:
  - Scena mała i mniejsza (2005) – pierwszy tom dramatów (wybór)
  - Czwarty dzwonek (2012) – drugi tom dramatów (wybór)

- Proza:
  - Piąta strona świata
  - Wyjedźmy za miasto, tato

## Galeria

Forma przestrzenna bez tytułu, z Marian Bogusz, Krzysztof Coriolan, Sympozjum Plastyczne Wrocław '70, kolekcja MWW
Osiedla Celina – forma przestrzenna, z Krzysztof Coriolan i Marian Bogusz, Sympozjum Plastyczne Wrocław '70, kolekcja MWW
Osiedle Celina – Aleja mojej miłości, z Marian Bogusz, Sympozjum Plastyczne Wrocław '70, kolekcja MWW
Osiedle Celina, z Marian Bogusz, Sympozjum Plastyczne Wrocław '70, kolekcja MWW